# Lancashire-ketel
De Lancashire-ketel is een stoomketel met twee grote vuurgangen en een grote waterinhoud. De ketel zou in 1844 uitgevonden zijn door William Fairbairn. Zijn patent was echter voor de methode van het afwisselend stoken van de vuurgangen, waardoor er minder rook ontstond. Stephenson's had bij de 0-4-0 stoomlocomotief de "Lancashire Witch" al eerder het gebruik van twee vuurgangen in een ketel gedemonstreerd.
Het patent van Fairbairn had nog een ander voordeel. Door om beurten kolen op het rooster van de vuurgangen te scheppen en tussendoor de deur van de vuurgang dicht te doen, ontstaat er meer trek onder het rooster door, wat een betere verbranding geeft. Vanaf de jaren 1840 werd een ronddraaiende luchtregelklep in de deur toegepast.
Het gebruik van twee vuurgangen versterkt de bolle voor- en achterplaten van de ketel. Lancashire-ketels hebben vaak gegolfde vuurgangen die de uitzetting van het materiaal beter kunnen opvangen, waardoor de geklonken naden minder belast worden. Ook is hierdoor de warmteuitwisseling beter. De ketel moet langzaam op temperatuur gebracht worden voor het minder belasten van de geklonken naden.
De stoomketel is elf tot twaalf meter lang en kan tot een druk van 12,4 bar (1240 kPa) opgestookt worden. De stoomketel is ingemetseld. De rook wordt via de vuurgang eerst nog tussen de stenenmuren langs de buitenkant van de ketel gevoerd alvorens deze naar de schoorsteen gaat.
Later werden er in de ketel Galloway-pijpen toegepast voor een beter rendement. In 1848 patenteerde John Galloway de Galloway-pijp, een iets spits toelopende waterpijp in de vuurgang van een Lancashire-ketel. De pijpen lopen iets spits toe, omdat ze zo makkelijker in de vuurgang te installeren zijn. De pijpen achter in de twee vuurgangen gaan in elkaar over en vormen daar een enkele wijde pijp met een platte top.

## Fotogalerij

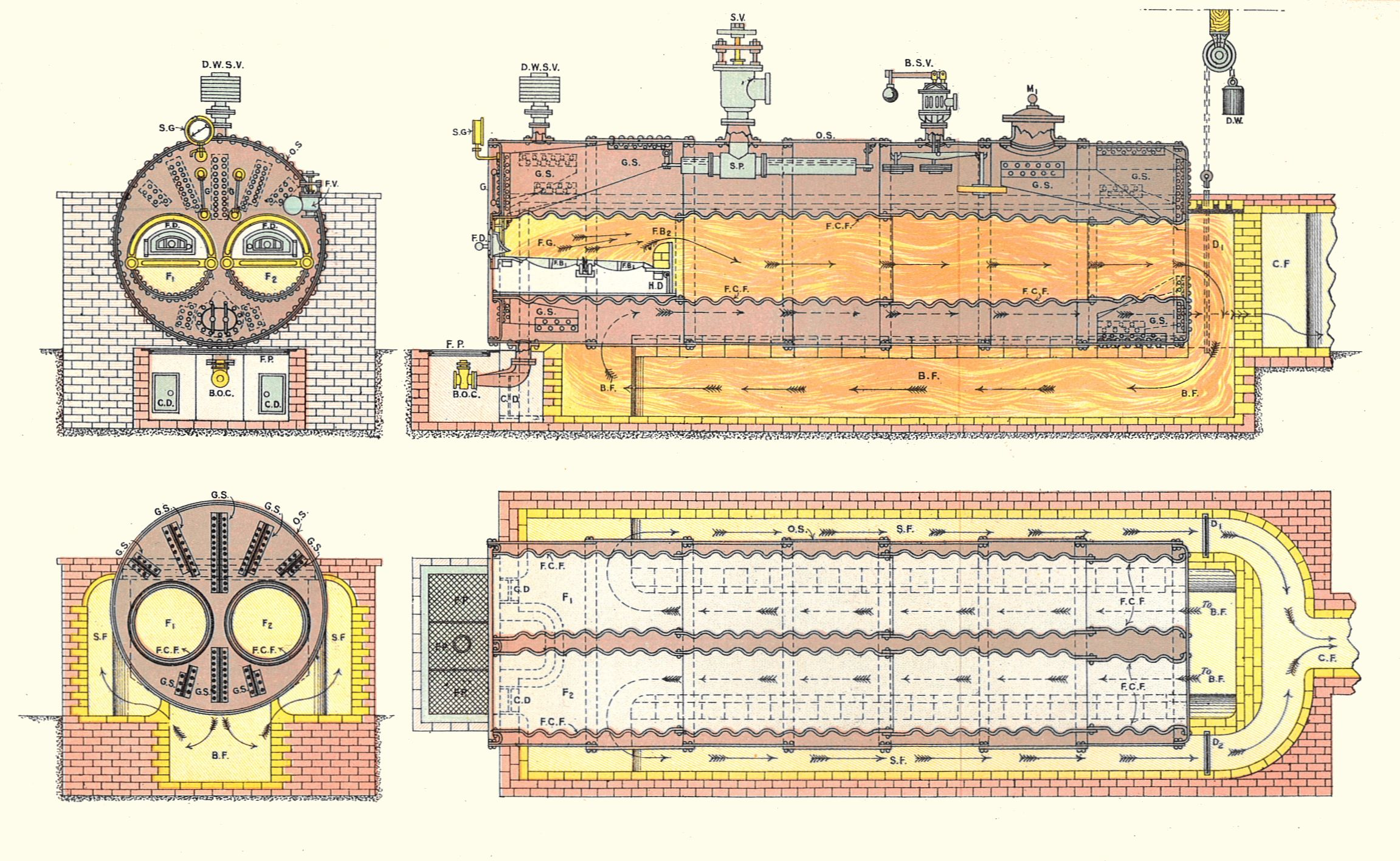
Lancashire-ketel
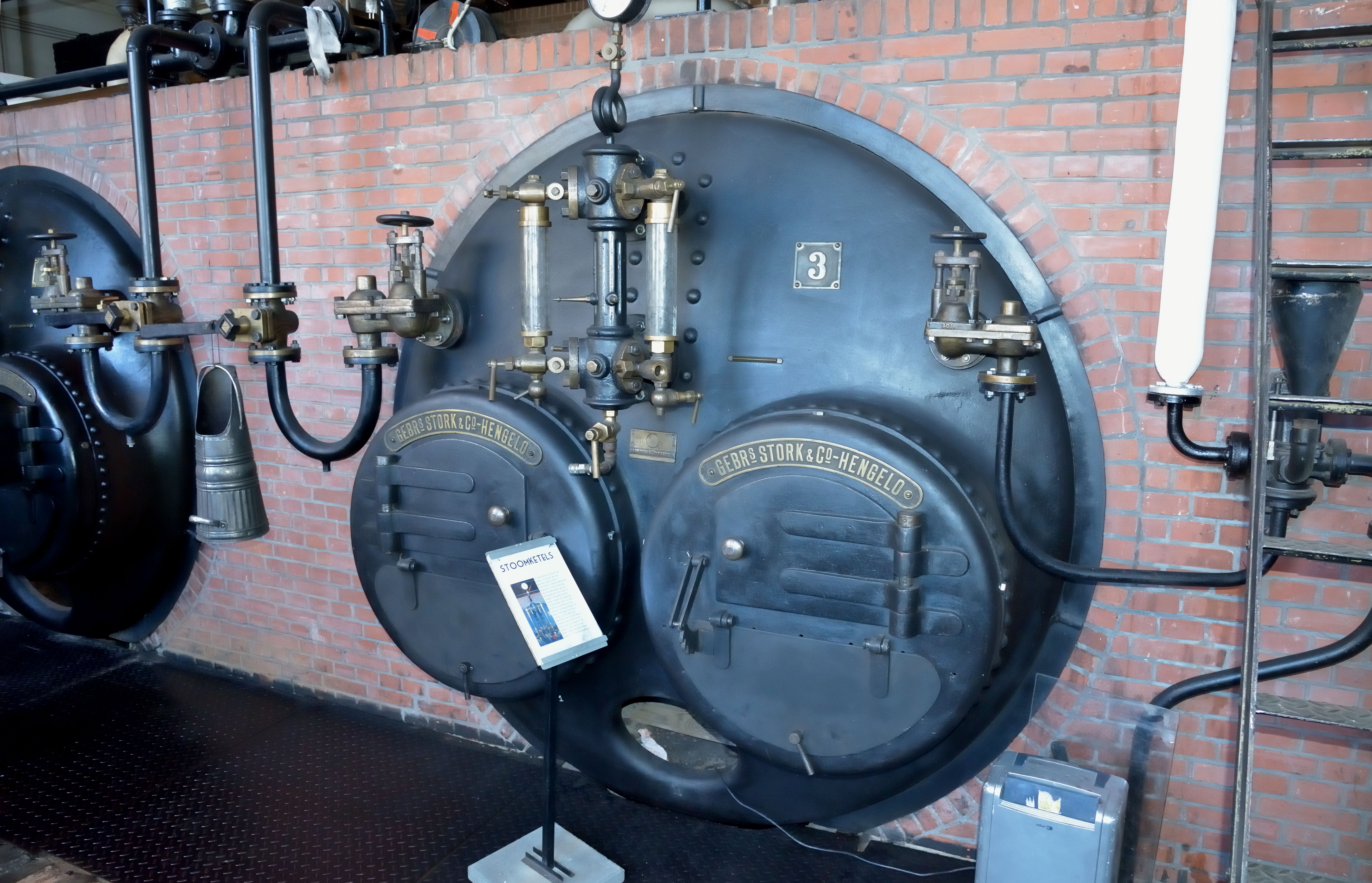
Lancashire-ketel in stoomgemaal De Tuut in Appeltern
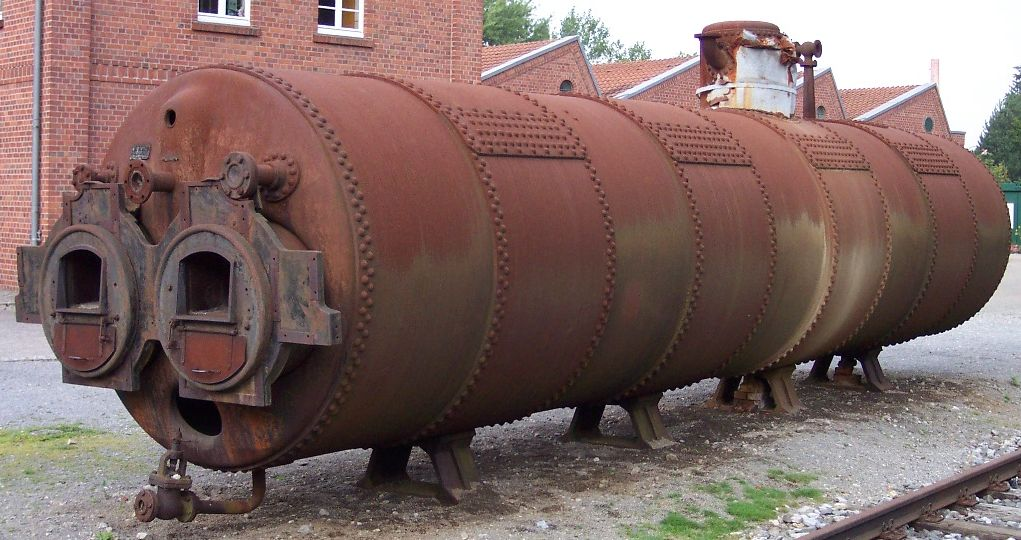
Lancashireketel
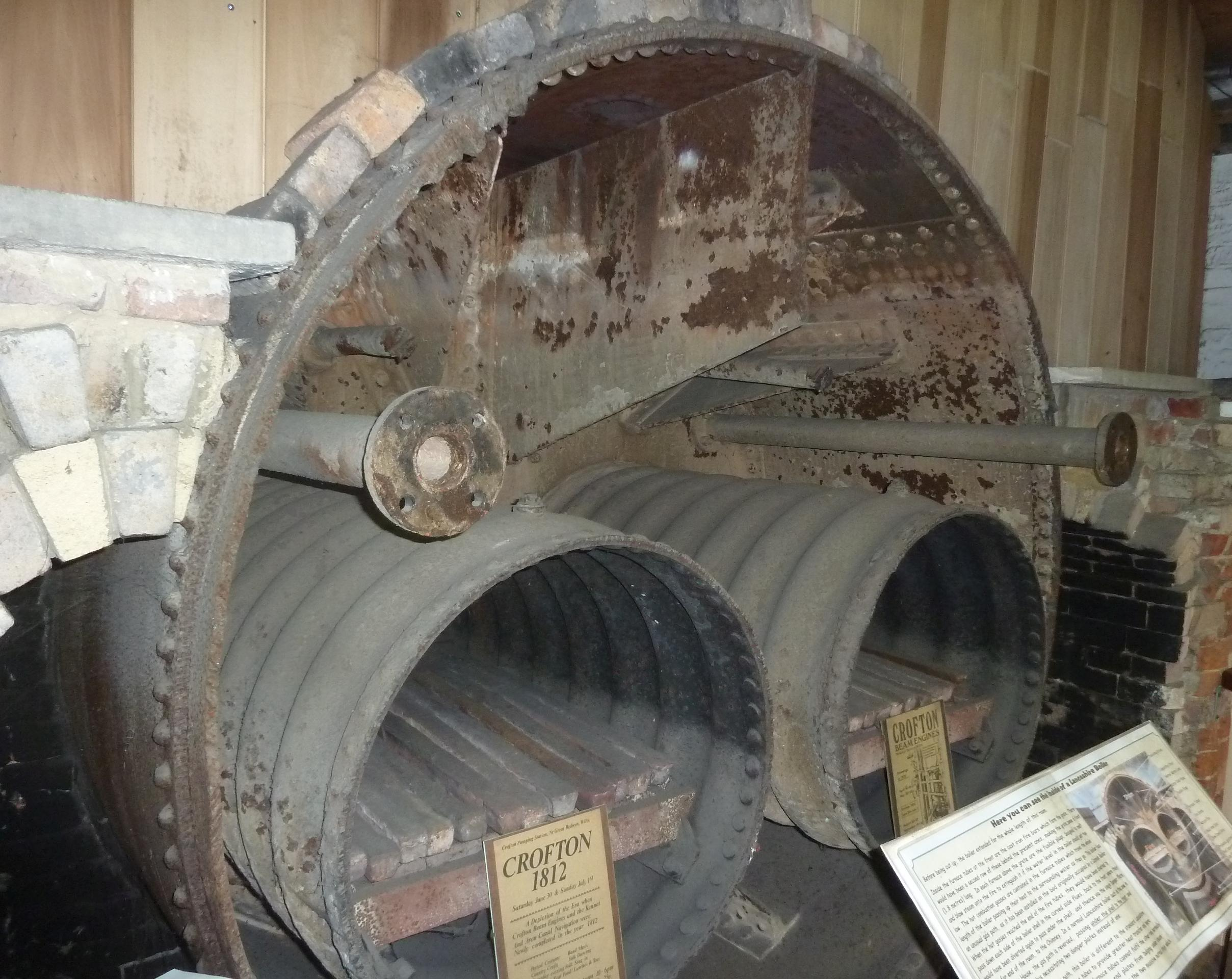
Gegolfde rookkanalen
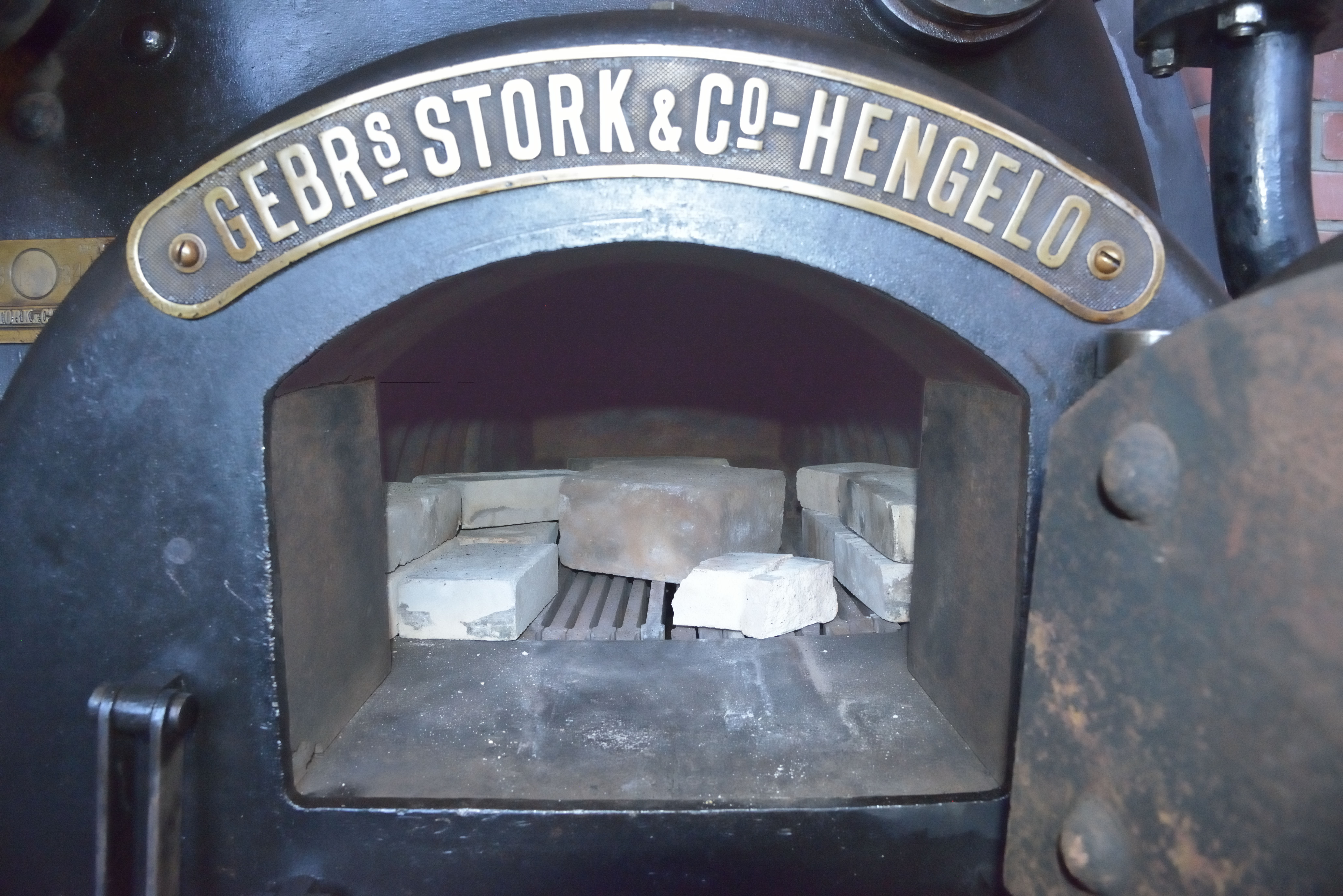
Rooster
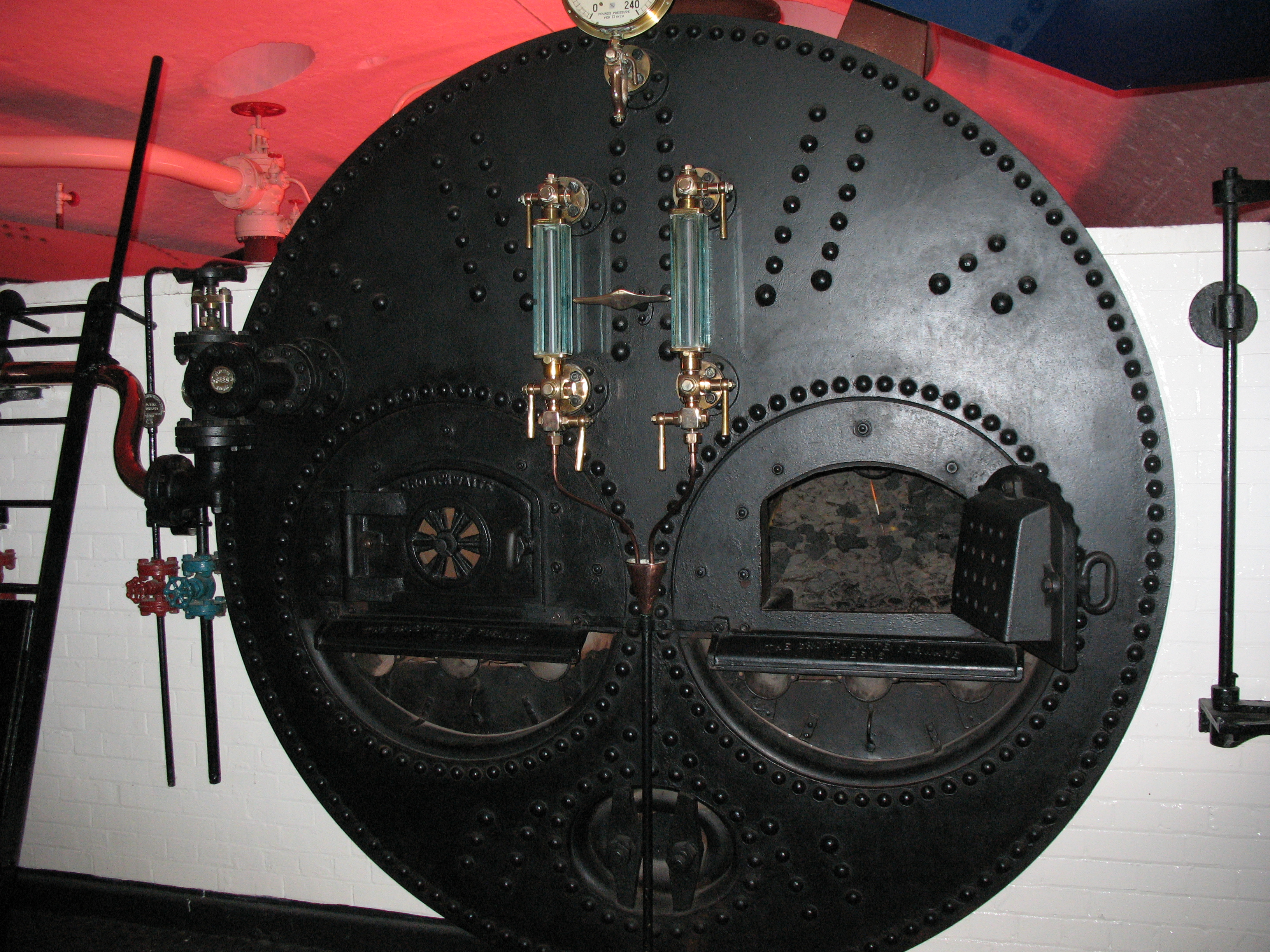
Lancashireketel met in de deur een ronddraaiende luchtregelklep
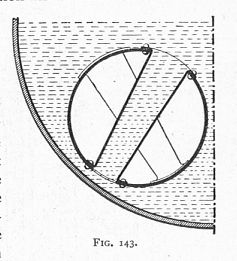
Dwarsdoorsnede van een ketel met Galloway-pijpen
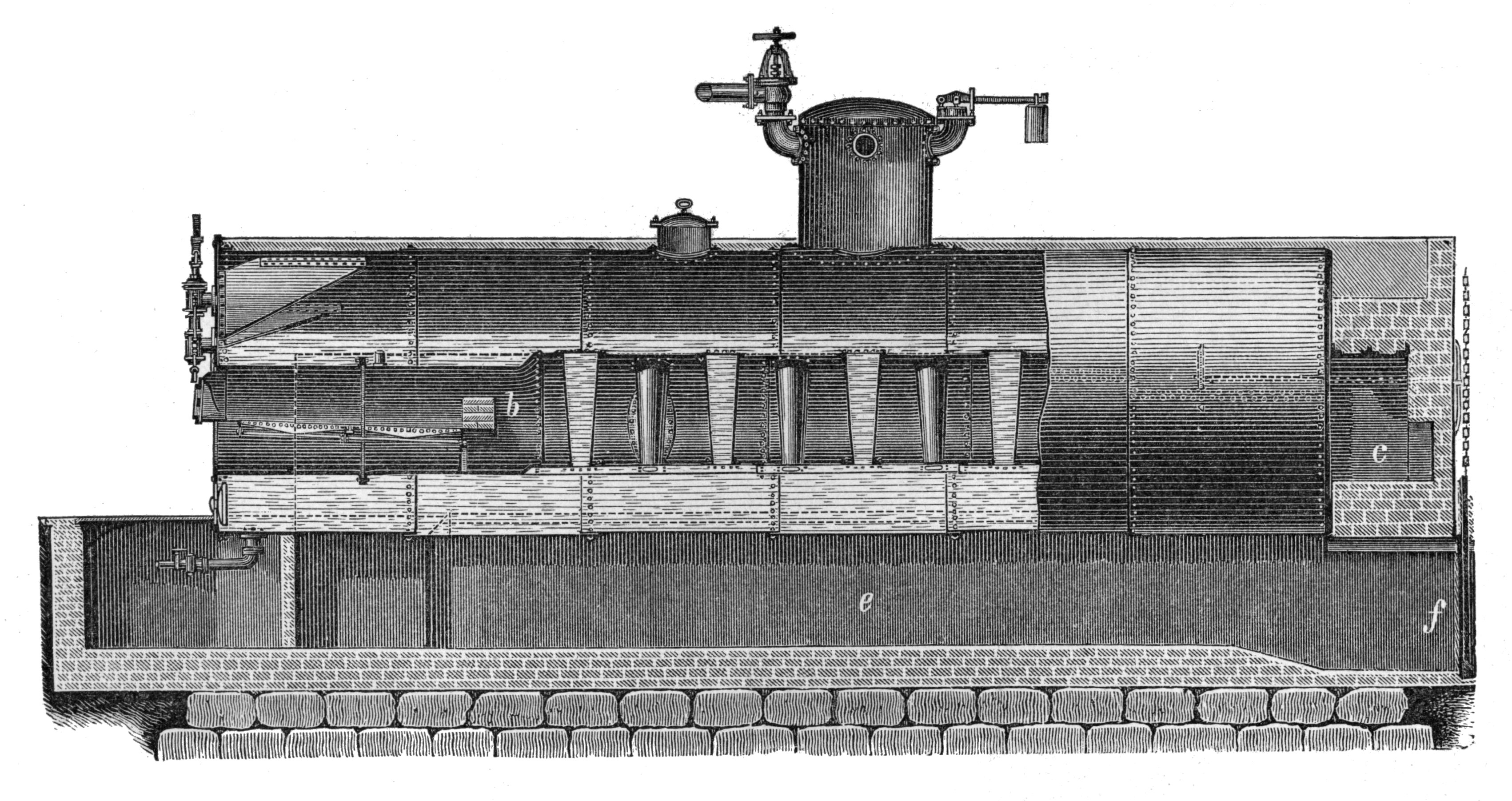
Galloway-ketel met Galloway-pijpen